# Općina Biskupija

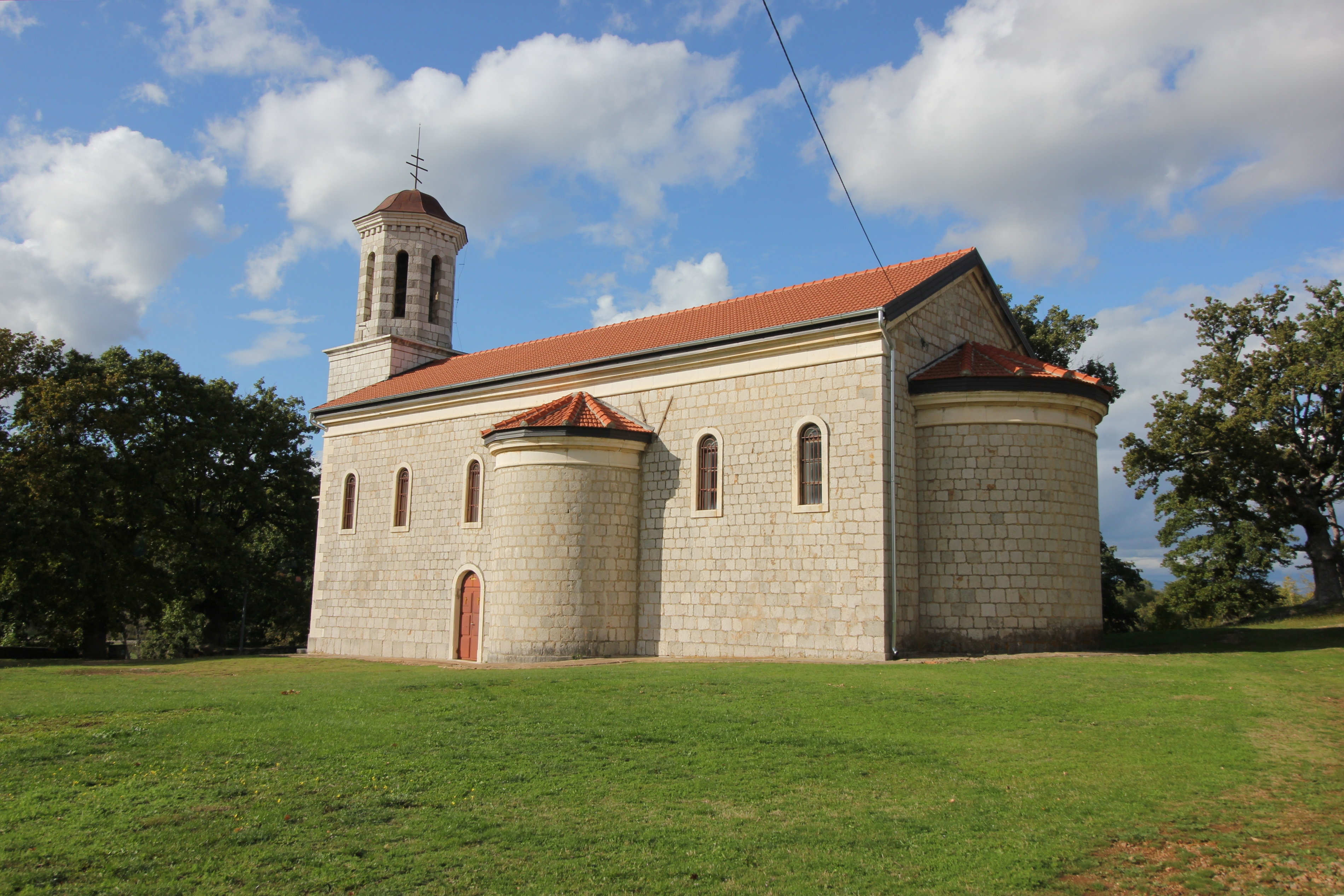
Das Kloster Dalmatinska Lazarica

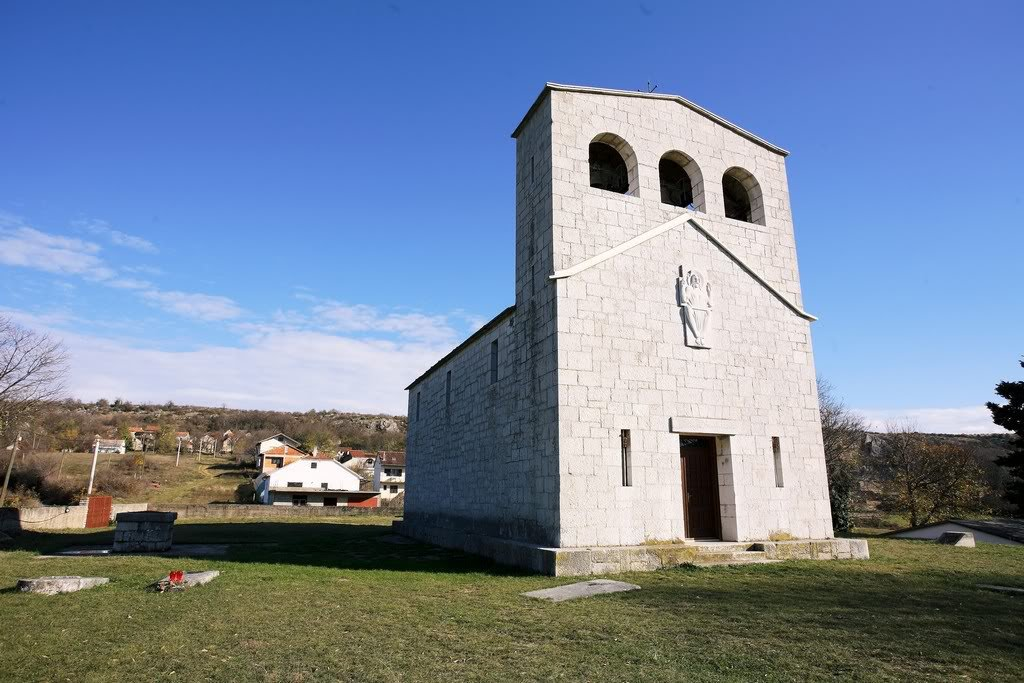
Die katholische Kirche St. Maria

Die Općina Biskupija ist eine kroatische Općina in der Gespanschaft Šibenik-Knin mit etwa 1700 Einwohnern. Verwaltungssitz ist Orlić. Die Gemeinde liegt wenige Kilometer südlich der Stadt Knin und umfasst die Dörfer Vrbnik, Orlić, Biskupija, Uzdolje und Ramljane sowie die Weiler Zvjerinac, Riđane und Markovac. Sie wird mehrheitlich von Serben bewohnt.
Auf dem Gemeindegebiet befindet sich das serbisch-orthodoxe Kloster Dalmatinska Lazarica.
Die Bahnstrecke Knin–Split verläuft durch das Gemeindegebiet. Züge halten an den Stationen Kosovo und Kaldrma. Außerdem liegt die Gemeinde an den Fernstraßen D1 (Zagreb–Split) und D33 (Knin–Šibenik).